# Алау-батыр
Алау-батыр (встречающиеся в литературе варианты написания имени: Алау, Алав.) — золотоордынский бек при хане Джанибеке. Согласно шежире является общим предком для казахов подродов Алимулы и Байулы крупного племени Алшын.

## Потомки
Роды в составе племени Алшын, согласно шежире, происходят от Алау эмира .
В XIV веке самым известным Алшыном являлся Алау. Судя по историческим данным, он жил в эпоху Золотоордынского хана Джанибека. Алау участвовал в событиях, связанных с дочерью Джанибека и Аметом, сыном Исы из рода уйсун. Его сына звали Кыдуар тентек (разбойник, хулиган Кыдуар). В Алшынском фольклоре присутствует эпос «Алау батыр».
Согласно одному варианту шежире, Кыдуар имел двух сыновей Кайырбай (Каракесек) и Кыдырбай (Байулы).
У Кайырбая было три сына Байсары (Кете), Алим, Шомен. От Байсары происходят Бозаншар (родоначальник кланов Каракете и Ожрайкете), от Алима происходят 6 сыновей Жаманак (родоначальник клана Шекты), Карамашак (родоначальник клана Торткара), Уланак (родоначальник клана Каракесек), Айнык и Тегенболат (родоначальники клана Карасакал), Тойкожа (родоначальник клана Аккете). От Шомена три сына Шомекей и Дойт, Тумен (Туменкожа). Шомекей — родоначальник одноимённого клана. Туменкожа — родоначальник кланов Сарыкете и Кулыскете.
У Кыдырбая было 12 сыновей: Кадырсиык (родоначальник клана Шеркеш), Баксиык (родоначальник клана Ысык), Султансиык (родоначальник кланов Кызылкурт, Алаша, Маскар, Тана, Байбакты), Таз (родоначальник одноимённого клана), Адай (родоначальник одноимённого клана), Бериш (родоначальник одноимённого клана), Есентемир (родоначальник одноимённого клана), Жаппас (родоначальник одноимённого клана), Алтын (родоначальник одноимённого клана), Ебейты, Ногайты, Мадияр (потомства не оставили).